# Тартуфи
Тартуфи или гомољаче (тубер) су род гљива из породице Tuberaceae, врста печурке (Fungi). То су економски врло значајне гљиве. Своја плодишта најчешће развијају од 5 до 30 cm испод земље. Изгледом подсећају на кромпир и имају врло снажан и специфичан мирис. Углавном нарасту од величине трешње до величине јабуке.

## Најчешће врсте тартуфа
- Tuber aestivum - Летњи тартуф
- Tuber magnatum - Бели или Италијански тартуф[2]
- Tuber melanosporum - Црна гомољача

## Тартуфи кроз историју
За тартуфе се знало још у доба фараона у Египту, а описивали су их и Теофраст у античкој Грчкој и Цицерон и Плиније у Риму. У средњем веку су тартуфи изузетно мало коришћени и нема много записа о томе. Мада записи Бартоломеа Платине, папиног историчара, помињу да су женке свиња ненадмашне у проналажењу тартуфа. Прави помак на тржишту тартуфи доживљавају у доба ренесансе и модерног доба. 1808. Француз Јозеф Талон је приметио да се тартуфи увек налазе уз корење одређене врсте дрвећа, посебно храстова, па их је "посадио" међу корење храстова и следеће године пронашао у систему корења младих храстова у близини.
Прву књигу о тартуфима написао је Алфонсо Цикарели. Француски ботаничар Јосеф Питон де Тоурнефорт први их је подробније посматрао и описивао почетком 18. века. Стотињак година касније тартуфе су почели научно истраживати у Италији (Карло Витадинин), те нешто касније у Француској (браћа Луис-Рене и Чарлс Тулсан). На менију Бечког конгреса први пут су се службено нашли 1815. године.

## Тартуфи данас
Тартуфи су врло цењена врста подземних гљива. У гастрономском свету су познати бели тартуфи из Албе, Пијемонт, Италија. У Европи се задњих година појављују кинески тартуфи који су знатно јефтинији (и до 20 пута!), а могу се распознати само лабораторијском претрагом.
Производи се и маслиново уље с аромом тартуфа.
За проналажење тартуфа користе се дресирани пси, који су заменили свиње, веома добре ловце на тартуфе, јер пси немају жељу да тартуфе и поједу.
Тартуфи се могу наћи и у Србији, на посебним теренима погодним за њихов развој. Белих и црних тартуфа има највише око река Јасенице, Караш, Луг и Босут, у околини Обедске баре и Делиблатске пешчаре, као и на Фрушкој гори и планинама Космај, Рудник, Опленац и на Сврљишким планинама.